# الفرد-سوت لا پالوما (تگزاس)
الفرد-سوت لا پالوما، تگزاس (به انگلیسی: Alfred-South La Paloma, Texas) یک منطقهٔ مسکونی در ایالات متحده آمریکا است که در تگزاس واقع شده‌است.

## خصوصیات
الفرد-سوت لا پالوما ۱۱٫۶ کیلومترمربع مساحت و ۴۵۱ نفر جمعیت دارد.